# 80 cm Kanone 5 (Eisenbahn)

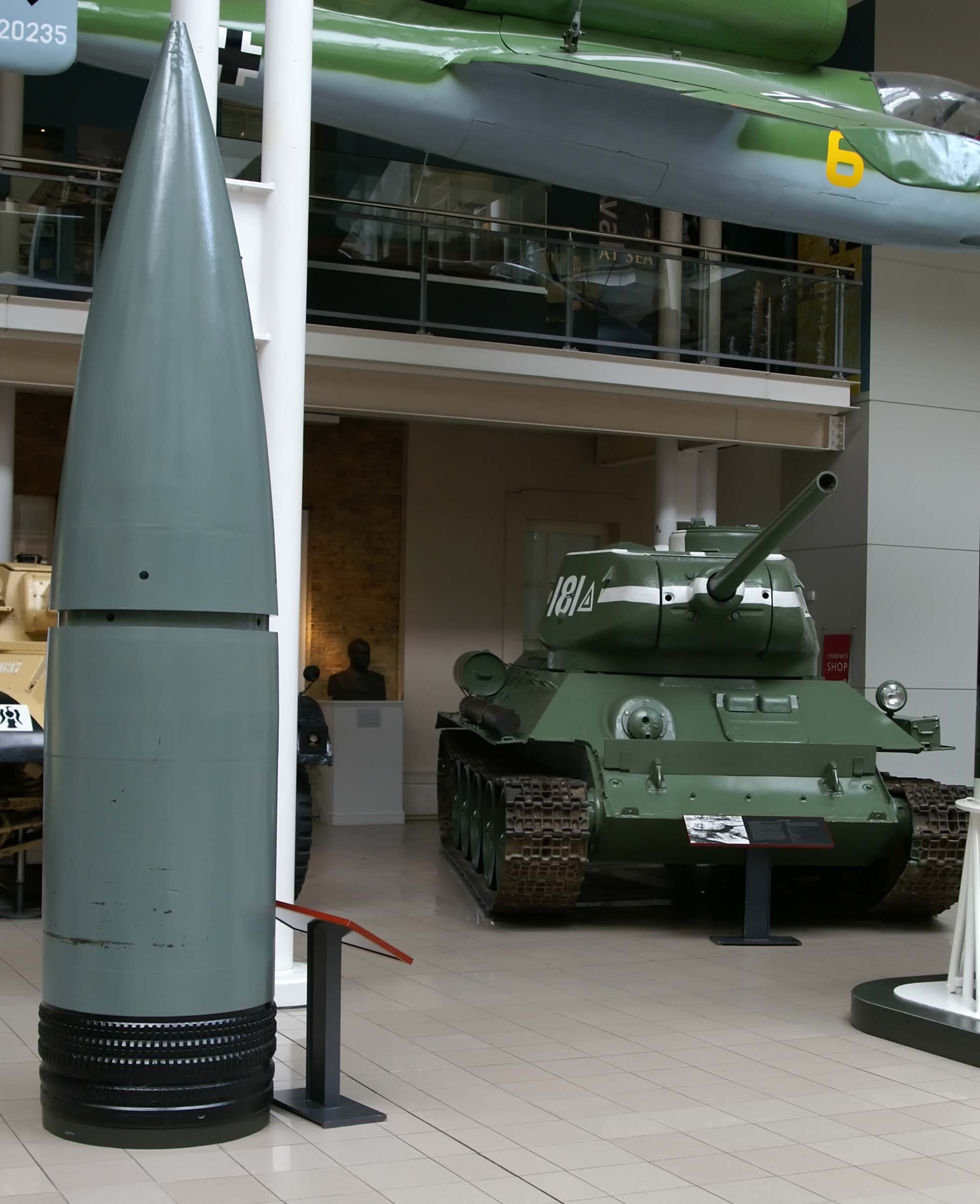
Pocisk 800 mm w porównaniu z T-34/85, Imperial War Museum, Londyn

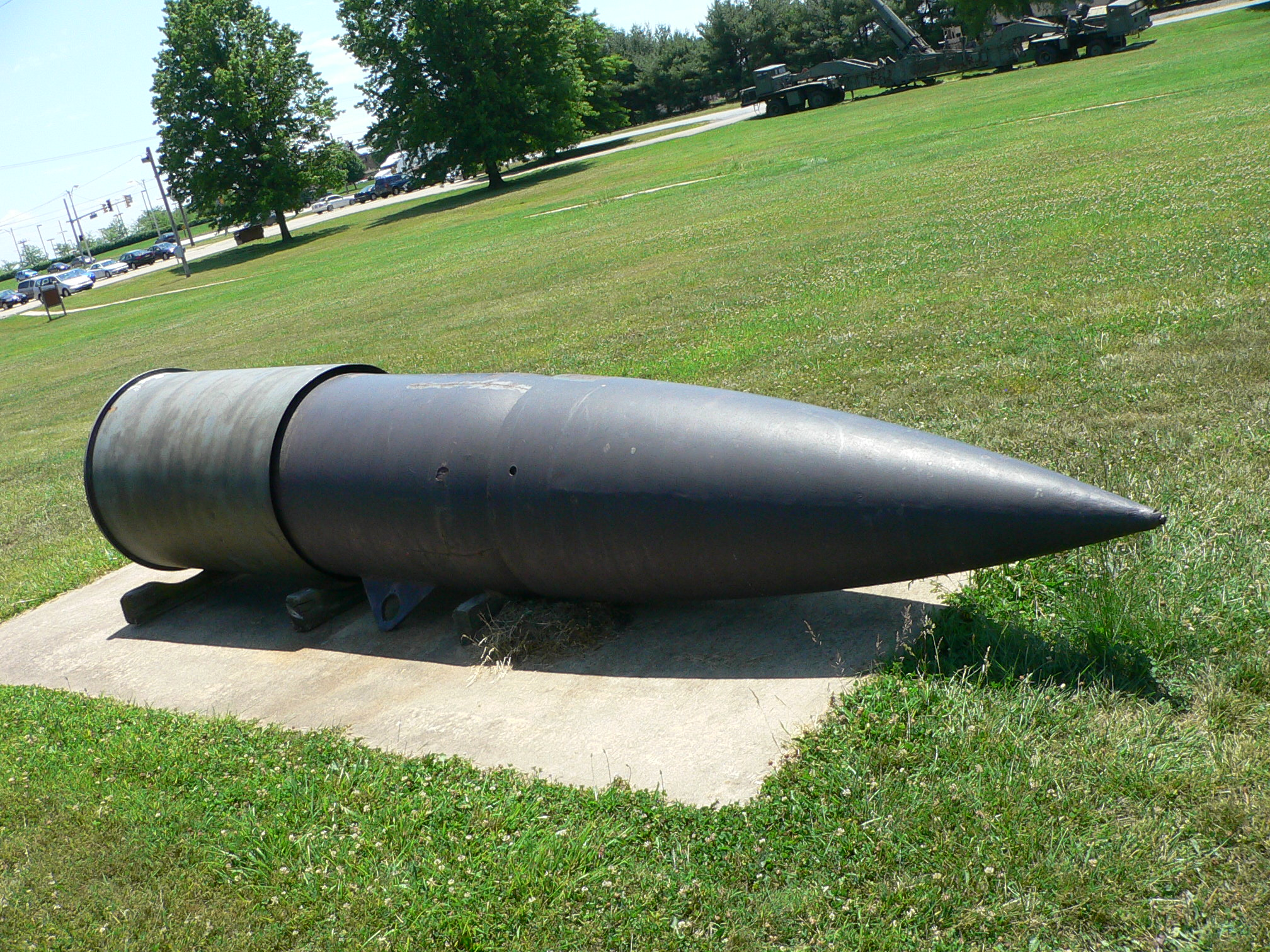
Pocisk 800 mm

80 cm K (E) „Schwerer Gustav” (pot. Dora) – niemieckie działo kolejowe kalibru 802 mm, największe i najbardziej kosztowne działo w historii.

## Historia
Prace nad Dorą rozpoczęły się w 1935 roku. Ich inicjatorem był Adolf Hitler. W zakładach Kruppa rozpoczęto w tym roku studia nad możliwością skonstruowania działa o donośności 34–45 km, którego pociski byłyby zdolne przebić ściany żelbetowe o grubości 7 m i płyty stalowe o grubości 1 m. Pod kierownictwem szefa działu konstrukcyjnego koncernu Kruppa, prof. dr. inż. Ericha Müllera, przeprowadzono obliczenia właściwości balistycznych dział kalibru 700, 800 i 1000 mm. W marcu 1936 roku Hitler wydał polecenie rozpoczęcia prac nad działem, które określano jako Maginot-Linien-Bezwinger. Na początku 1937 roku przedstawiono wojskowym projekt wstępny działa. Został on opracowany w ramach tzw. Sofort-Programm – szybkich prac, zmierzających do opracowania projektów nowoczesnej artylerii kolejowej. Wtedy to opracowano m.in. działa 150 mm, 170 mm, 200 mm, 240 mm, 280 mm. Pierwotne działo 800 mm miało być przeznaczone do niszczenia umocnień Linii Maginota. Minęła jednak kampania w Polsce, rozpoczęła się kampania na zachodzie Europy, a przedłużające się prace nad projektem o dużej trudności opóźniły wyprodukowanie działa. Ostatecznie nie użyto go podczas kampanii we Francji.
Na początku 1941 roku na poligonie w Darłowie (wówczas niem. Rügenwalde) Hitler wziął udział w prezentacji działa 80 cm Kanone 5. Działo było gotowe dopiero w 1942 r. Było ono prezentem od Gustava Kruppa dla Adolfa Hitlera, który w dowód wdzięczności i na cześć Gustava Kruppa nadał działu nazwę Gustav.
Armata kolejowa Gustav była gigantyczną stalową konstrukcją. Jej transport wymagał rozłożenia działa na części co, podobnie jak jego składanie, trwało około 6 tygodni. Na stanowisku ogniowym, działo poruszało się po dwóch równoległych torach. Były one ułożone w łuk dla zapewnienia możliwości celowania w płaszczyźnie poziomej. Oprócz torów dla samego działa stanowisko posiadało dwa tory zewnętrzne, po których poruszały się dźwigi niezbędne przy jego montażu (wymagał on zaangażowania około 1400 osób – robotników, techników, wartowników). Osłonę przed lotnictwem nieprzyjaciela zapewniał pułk artylerii przeciwlotniczej. Pociski, przewożone na wagonach zaopatrzeniowych, ładowano przy pomocy małego dźwigu i wózków. W związku z dużą masą pocisków (dochodziła do 7,1 tony) i żmudnym procesem ładowania, można było wystrzelić tylko około 2–3 pociski na godzinę. Było to jednak dużo, zważywszy na siłę działania pojedynczego pocisku.
Latem 1942 r., podczas chrztu bojowego pod Sewastopolem, pocisk przebił dziesięciometrową warstwę ziemi i strop z żelbetu, po czym eksplodował w podziemnym składzie amunicji. Dora, bo tak nazwała Gustava jego żołnierska obsługa na cześć żony prof. dr. inż. Ericha Müllera (jest to obecnie źródłem rozbieżności co do liczby wyprodukowanych EK 80 cm, gdyż w niemieckich dokumentach Dora była nazwą czwartego z dział, nazywanych po kolei: Anton, Bruno, Cesar i Dora), znajdowała się pod Sewastopolem 14 dni. Wystrzeliła wtedy około 20 pocisków. W czasie tych działań nie osiągnięto spodziewanego efektu z uwagi na zbyt duży rozrzut pocisków. Później działo skierowano pod Leningrad, ale nie dotarło ono na planowane stanowisko z powodu kontrofensywy radzieckiej.
Następnie działo zostało przeniesione z powrotem do Niemiec w celu przeprowadzenia remontu. Jeden z pocisków działa znajduje się na wystawie Muzeum Wojska Polskiego w Warszawie.
W rzeczywistości przeciwko powstaniu warszawskiemu użyto 60-cm Karl Gerät 040 – „Ziu”.
Działo zostało prawdopodobnie zniszczone, aby zapobiec jego przechwyceniu. Jakiś czas przed 22 kwietnia 1945 jego szczątki odkryto w lesie 15 km na północ od Auerbach i około 50 km na południowy zachód od Chemnitz.
Rozpoczęto także budowę drugiego działa tego typu, ale później prace zarzucono, gdyż na jego wykonanie potrzebne było zbyt dużo stali i siły roboczej. Nieznane są dalsze losy Dory. Po zajęciu Niemiec znajdowano co jakiś czas jej części (głównie w Bawarii), ale nigdy nie odnaleziono całości.
Trzecim działem tego typu miała być „Herta”, jednak nigdy nie została zbudowana.

## Dane taktyczno-techniczne
- Kaliber: 802 mm
- Masa:
  - działa na stanowisku bojowym: 350 000 kg
  - całkowita działa wraz z lawetą i zespołem platform kolejowych: 1 350 000 kg
- Długość lufy: 32,48 m (40,6 kalibrów)
- Długość pomiędzy buforami: 42,976 m
- Kąt podniesienia: +10° do +65°
- Poziomy kąt ostrzału: 0°
- Pocisk:
  - Masa pocisku: 4800 kg i 7100 kg
  - Prędkość początkowa pocisku: 710–820 m/s
  - Siła przebicia materiałów o grubości:
    - stalowy pancerz: 1 m
    - żelbet: 8 m
    - ziemia: 32 m
- Maksymalna donośność: 47–50 km
- Obsługa (wraz z ochroną policyjną i obroną przeciwlotniczą): ok. 5000 osób (w tym 500 artylerzystów)